# Pisapapeles

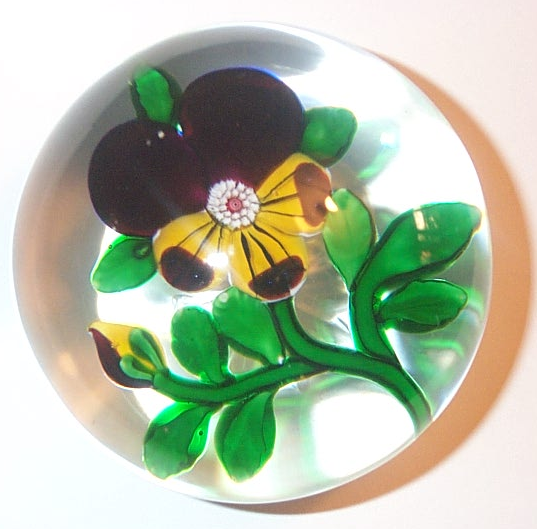
Pisapapeles.

Un pisapapeles es un utensilio destinado a ejercer un peso sobre folios, cartas u otro tipo de papeles para inmovilizarlos.
Los pisapapeles nacieron con la Revolución industrial cuando las oficinas comenzaron a utilizar documentos de diverso tipo como facturas o cartas que se depositaban sobre las mesas. Al contar los edificios con ventanas que se abrían periódicamente, se hizo necesario contar con un objeto pesado que presionara sobre ellos e impedir que volaran con el viento.
Lo que comenzó siendo un elemento meramente funcional, quizás una piedra o un trozo de metal, evolucionó hacia objetos de cuidada estética. Hacia los años 1840, en Francia emergió una industria que transformaría los simples pisapapeles en obras de arte para el escritorio.
Hacia esa época los artesanos italianos de Murano realizaban obras artísticas en cristal heredadas de la tradición romana. Los franceses aportaron a su técnica las propiedades ópticas del cristal que aplicaron a sus realizaciones. Así, introdujeron objetos decorativos dentro de esferas de modo que su imagen se veía amplificada.
Actualmente, los pisapapeles se comercializan en gran variedad de formas y colores teniendo en común tan solo un peso suficiente para sujetar las pilas de papeles.

## Coleccionismo

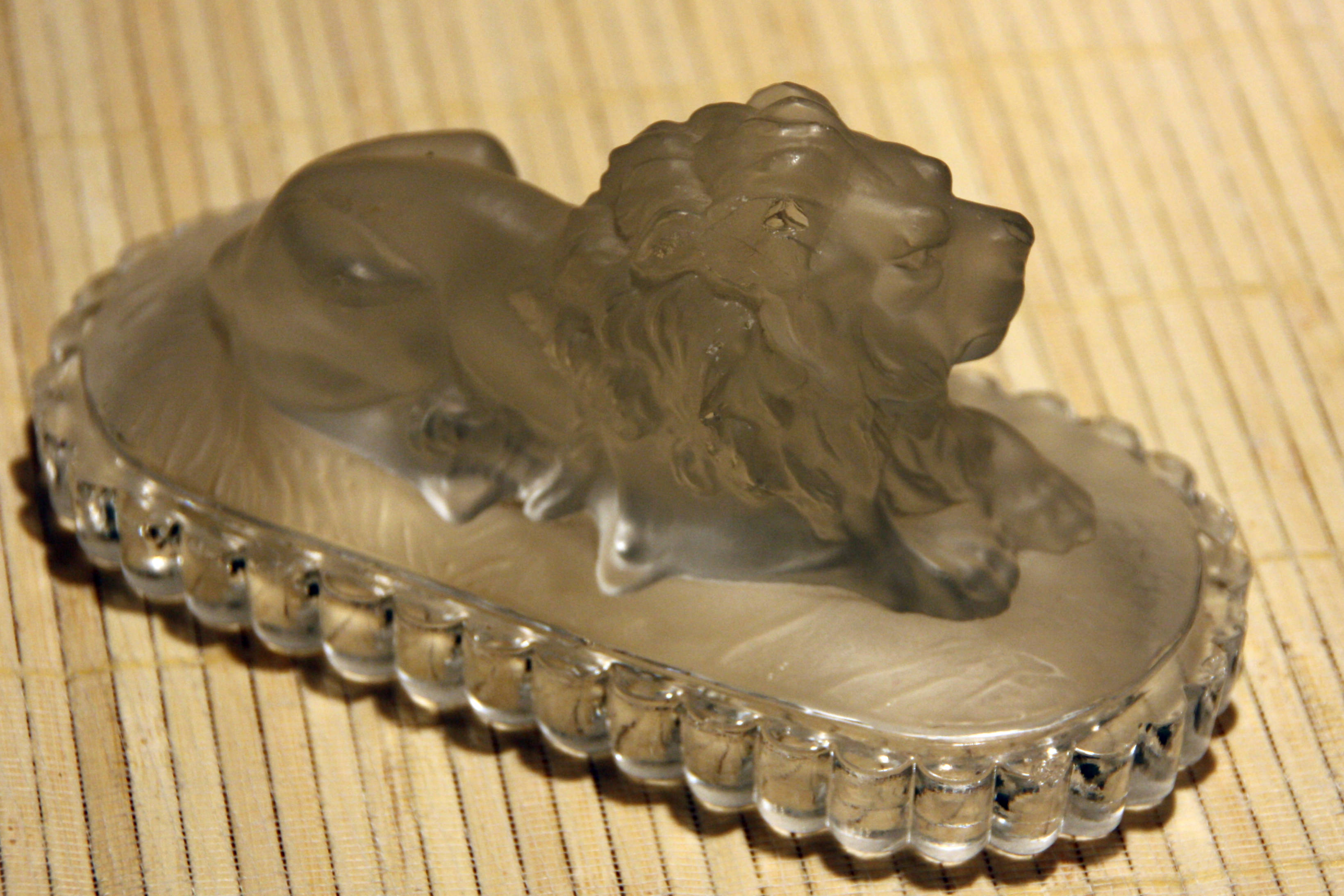
Pisapapeles de cristal en forma de león.

Los pisapapeles antiguos se han convertido en objetos de coleccionismo existiendo gran número de asociaciones y círculos de coleccionismo en diferentes países.
Los coleccionistas pueden especializarse en uno o varios tipos de pisapapeles entre los que destacan: 
- Las esferas de pequeñas bolas de colores que forman composiciones cromáticas con diversas disposiciones.
- Los que representan flores, plantas o animales realizados a partir de piezas de cristal de colores a las que se ha dado forma y agrupado aplicándoles una fuente de calor.

Los principales períodos identificados por los coleccionistas son:
- Clásico. Dura desde 1840 hasta 1880 y se centra principalmente en determinadas ciudades de Francia, Reino Unido y Estados Unidos.
- Folklórico y publicitario. Se desarrolló desde el año 1880 hasta la II Guerra Mundial. En este período se produce el declive de las grandes fábricas de cristal y el nacimiento de explotaciones familiares más pequeñas.
- Contemporáneo. A partir de la II Guerra Mundial, se extendió la fabricación de pisapapeles de estudio. Los artistas trabajan solos en sus estudios reproduciendo técnicas de elaboración del periodo clásico.[1]

## Galería

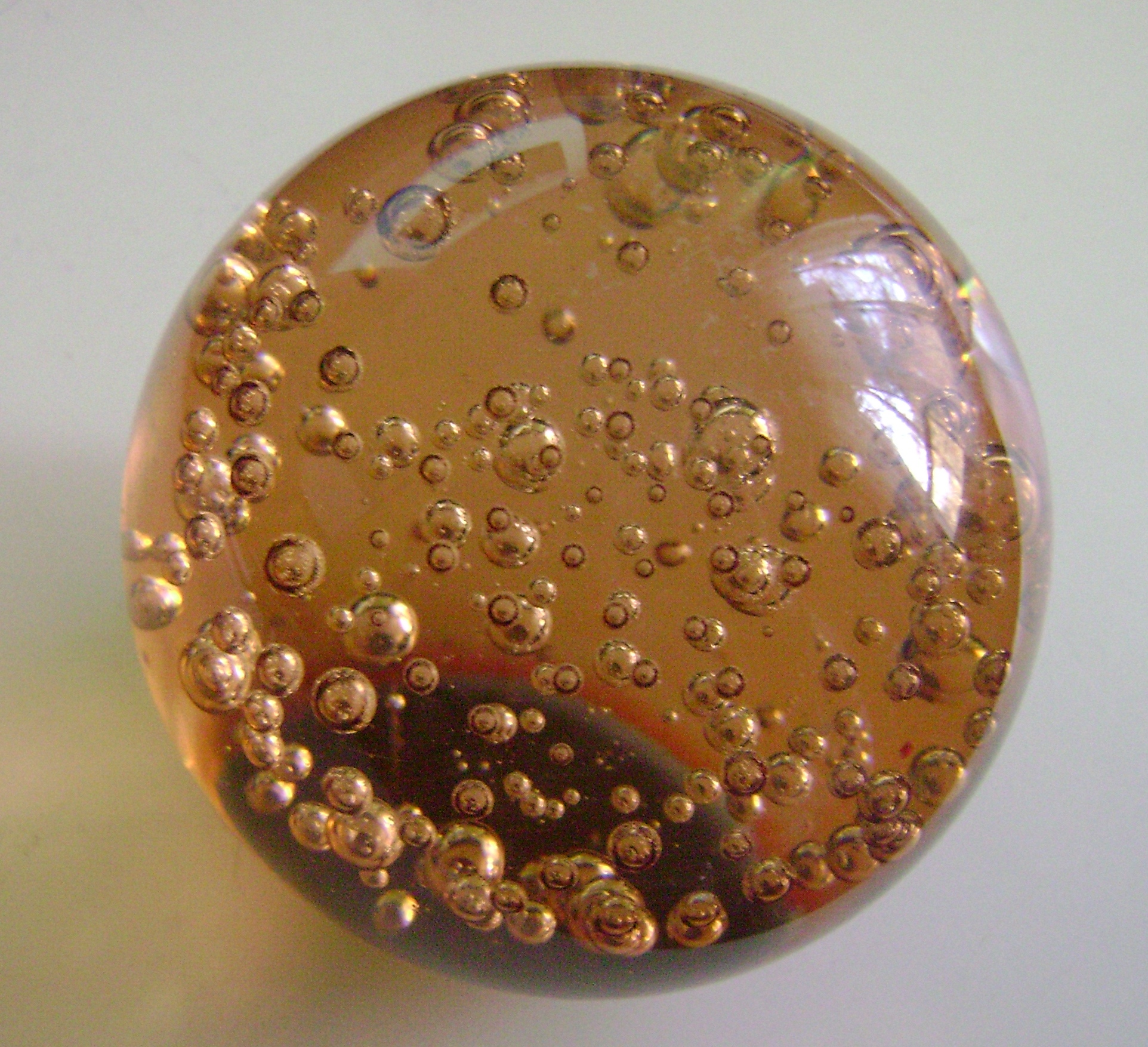
Pisapapeles de cristal
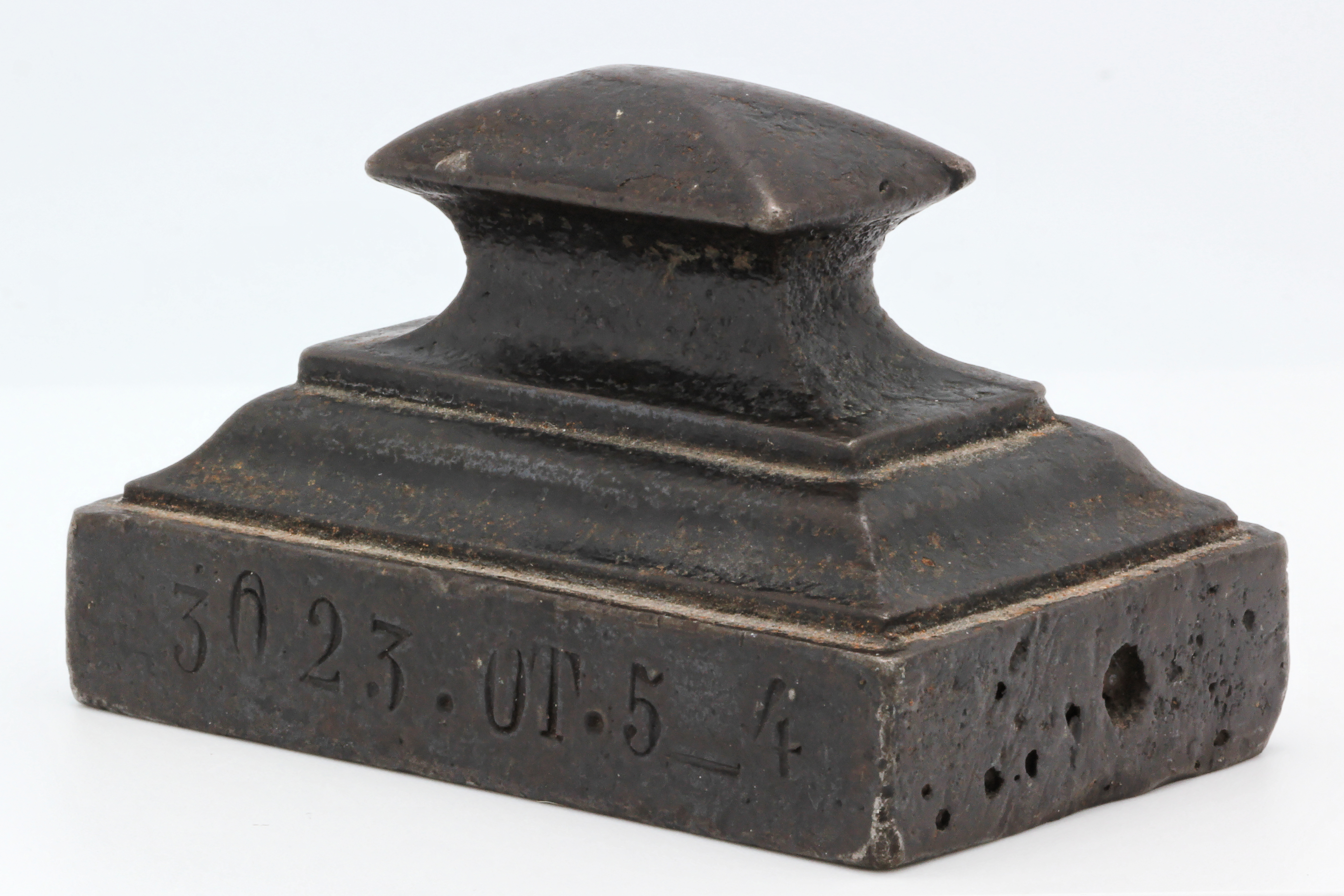
Pisapapeles clásico
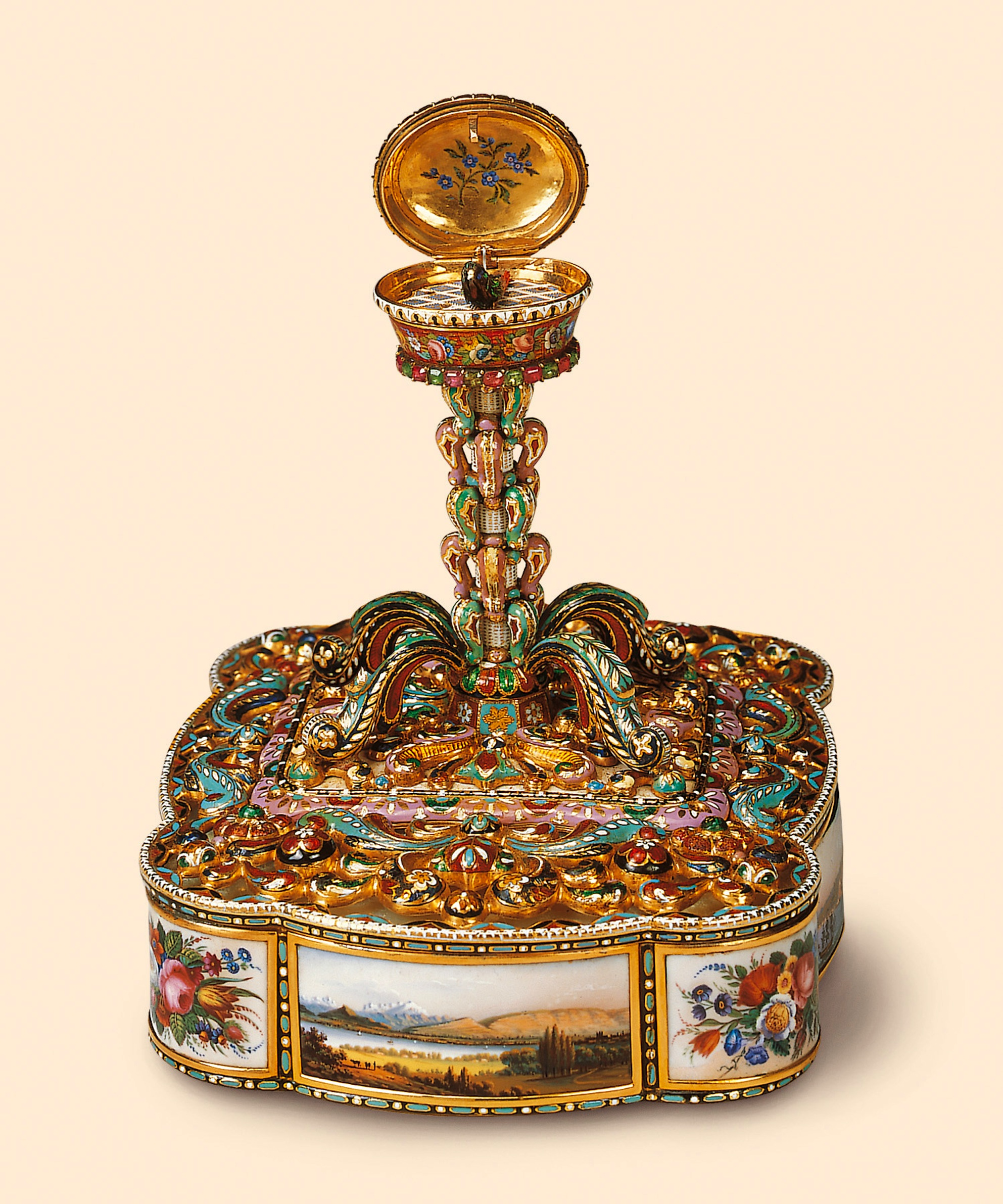
Joya en forma de pisapapeles de realizada por Louis Dufaux padre en los años 1840.
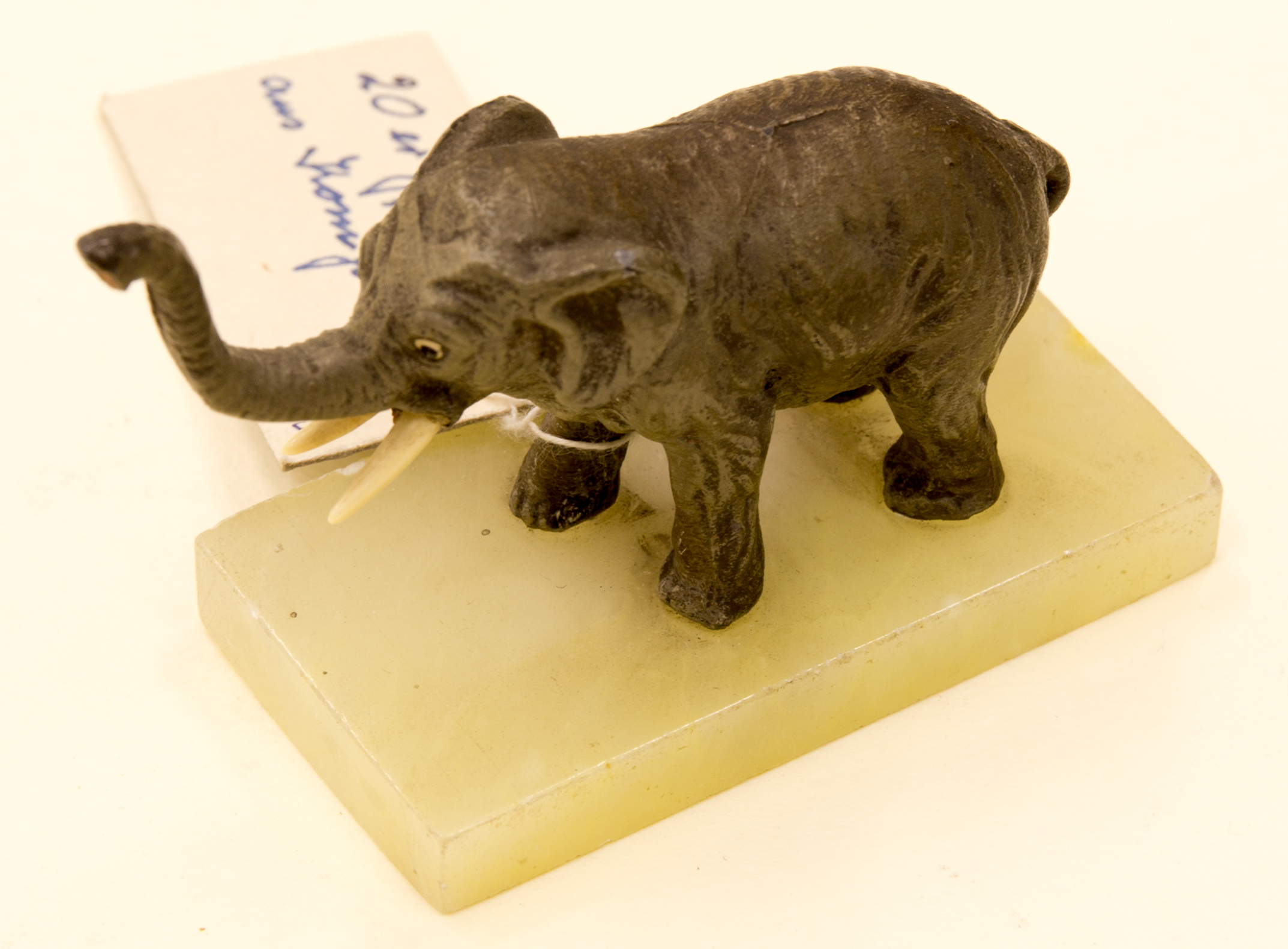
Pisapapeles en forma de elefante
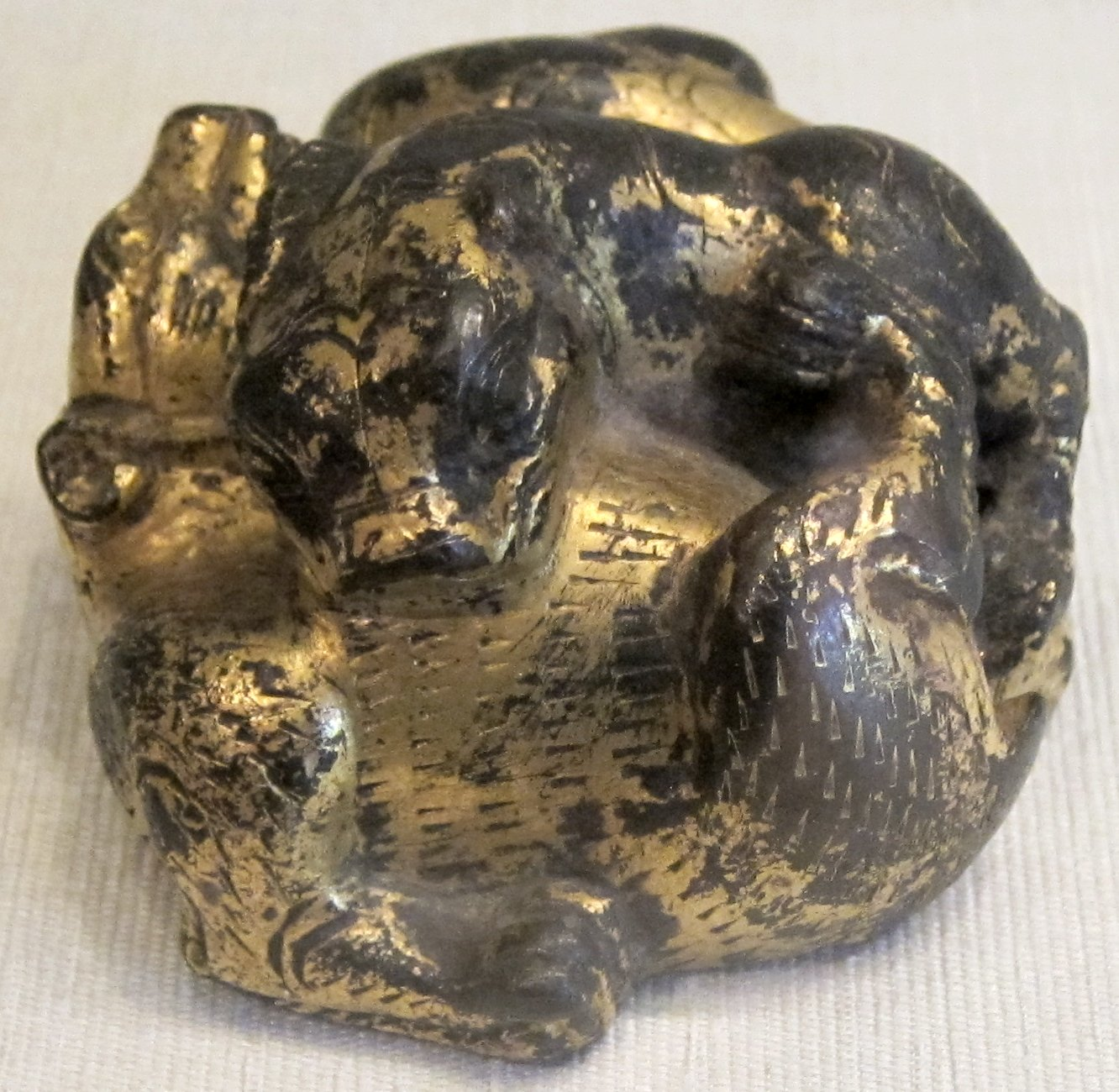
Pisapapeles de bronce de la dinastía Han